# Autumn Classic International 2017
Autumn Classic International 2017 – trzecie zawody łyżwiarstwa figurowego z cyklu Challenger Series 2017/2018. Zawody rozgrywano od 20 do 23 września 2017 roku w hali Sportsplexe Pierrefonds w Montrealu.
Wśród solistów zwyciężył reprezentant Hiszpanii Javier Fernández, natomiast w rywalizacji solistek reprezentantka gospodarzy Kaetlyn Osmond. W parach sportowych wygrali Francuzi Vanessa James i Morgan Ciprès. Tytuł sprzed roku w rywalizacji par tanecznych obronili  reprezentanci gospodarzy Tessa Virtue i Scott Moir.

## Wyniki

### Soliści
| Poz. | Zawodnik         | Nota łączna | SP | SP     | FS | FS     |
| ---- | ---------------- | ----------- | -- | ------ | -- | ------ |
| 1    | Javier Fernández | 279,07      | 2  | 101,20 | 1  | 177,87 |
| 2    | Yuzuru Hanyū     | 268,24      | 1  | 112,72 | 5  | 155,52 |
| 3    | Keegan Messing   | 248,30      | 4  | 86,33  | 3  | 161,97 |
| 4    | Misha Ge         | 246,19      | 5  | 83,64  | 2  | 162,55 |
| 5    | Nam Nguyen       | 245,21      | 3  | 88,40  | 4  | 156,81 |
| 6    | Ross Miner       | 219,96      | 8  | 69,84  | 6  | 150,12 |
| 7    | Peter Liebers    | 207,89      | 6  | 73,34  | 7  | 134,55 |
| 8    | Daisuke Murakami | 200,59      | 7  | 70,09  | 8  | 130,50 |
| 9    | Mark Gorodnitsky | 186,02      | 10 | 60,52  | 9  | 125,50 |
| 10   | Andrew Dodds     | 164,07      | 9  | 62,69  | 10 | 101,38 |
| 11   | Jordan Dodds     | 149,95      | 11 | 50,48  | 11 | 99,47  |
| 12   | Harry Mattick    | 145,80      | 12 | 50,25  | 12 | 95,55  |
| 13   | Lee Meng-ju      | 140,32      | 13 | 46,34  | 14 | 93,98  |
| 14   | Tim Huber        | 131,56      | 14 | 37,27  | 13 | 94,29  |

### Solistki
| Poz. | Zawodniczka           | Nota łączna | SP | SP    | FS  | FS     |
| ---- | --------------------- | ----------- | -- | ----- | --- | ------ |
| 1    | Kaetlyn Osmond        | 217,55      | 1  | 75,21 | 1   | 142,34 |
| 2    | Mai Mihara            | 199,02      | 2  | 66,18 | 2   | 132,84 |
| 3    | Elizabet Tursynbajewa | 181,00      | 5  | 56,62 | 3   | 124,38 |
| 4    | Courtney Hicks        | 174,16      | 3  | 59,77 | 4   | 114,39 |
| 5    | Alaine Chartrand      | 162,42      | 6  | 55,21 | 6   | 107,21 |
| 6    | Rin Nitaya            | 161,20      | 9  | 46,83 | 5   | 114,37 |
| 7    | Brooklee Han          | 158,81      | 4  | 57,65 | 7   | 101,16 |
| 8    | Maé-Bérénice Méité    | 141,41      | 8  | 49,65 | 8   | 91,76  |
| 9    | Olivia Shilling       | 134,78      | 7  | 53,00 | 10  | 81,78  |
| 10   | Chloe Ing             | 130,55      | 10 | 44,87 | 9   | 42,72  |
| 11   | Sarah Tamura          | 110,93      | 12 | 39,49 | 11  | 71,44  |
| 12   | Jang Hyun-su          | 100,51      | 11 | 40,02 | 13  | 60,49  |
| 13   | Anastasyja Kononenko  | 96,24       | 13 | 35,82 | 14  | 60,42  |
| 14   | Natalie Sangkagalo    | 91,61       | 16 | 30,02 | 12  | 61,59  |
| 15   | Michelle Lifshits     | 88,24       | 15 | 31,65 | 15  | 56,59  |
| 16   | Yun Sung-hyun         | 74,77       | 17 | 27,42 | 16  | 47,35  |
| WD   | Amanda Stan           | DNF         | 14 | 32,03 | DNF | DNF    |

### Pary sportowe
| Poz. | Zawodnicy                          | Nota łączna | SP | SP    | FS | FS     |
| ---- | ---------------------------------- | ----------- | -- | ----- | -- | ------ |
| 1    | Vanessa James / Morgan Ciprès      | 210,48      | 2  | 73,48 | 1  | 137,00 |
| 2    | Meagan Duhamel / Eric Radford      | 202,98      | 1  | 77,14 | 3  | 125,84 |
| 3    | Julianne Séguin / Charlie Bilodeau | 189,64      | 3  | 61,72 | 2  | 127,92 |
| 4    | Marissa Castelli / Mervin Tran     | 176,38      | 4  | 58,64 | 4  | 117,74 |
| 5    | Kim Kyu-eun / Alex Kam             | 149,72      | 6  | 55,02 | 5  | 94,70  |
| 6    | Jessica Calalang / Zack Sidhu      | 146,86      | 5  | 56,22 | 6  | 90,64  |
| 7    | Paris Stephens / Matthew Dodds     | 85,32       | 7  | 28,96 | 7  | 56,36  |

### Pary taneczne
| Poz. | Zawodnicy                                    | Nota łączna | SD | SD    | FD | FD     |
| ---- | -------------------------------------------- | ----------- | -- | ----- | -- | ------ |
| 1    | Kanada                                       | 195,76      | 1  | 79,96 | 1  | 115,80 |
| 2    | Kaitlyn Weaver / Andrew Poje                 | 173,56      | 2  | 69,32 | 2  | 104,24 |
| 3    | Piper Gilles / Paul Poirier                  | 172,26      | 3  | 68,80 | 3  | 103,46 |
| 4    | Olivia Smart / Adrià Díaz                    | 155,56      | 5  | 61,68 | 4  | 93,88  |
| 5    | Lorraine McNamara / Quinn Carpenter          | 154,50      | 4  | 62,00 | 6  | 92,50  |
| 6    | Marie-Jade Lauriault / Romain Le Gac         | 149,34      | 6  | 58,80 | 7  | 90,54  |
| 7    | Laurence Fournier Beaudry / Nikolaj Sørensen | 147,56      | 7  | 54,90 | 5  | 92,66  |
| 8    | Celia Robledo / Luis Fenero                  | 129,44      | 8  | 51,82 | 8  | 77,62  |
| 9    | Nicole Kuzmichová / Alexandr Sinicyn         | 121,68      | 9  | 49,08 | 9  | 72,60  |